# Europa Cup (vrouwenhandbal) 1972/73
De European Champions Cup 1972/73 is de hoogste internationale club handbalcompetitie in Europa wat door de Internationale Handbalfederatie (IHF) organiseert.

## Deelnemers
| - Lokomotiv Plovdiv - Frederiksberg IF - SC Leipzig - SC Union 03 - Stella Saint-Maur - Ferencvárosi TC - Maccabi A. Ramat-Gan - Radnički Beograd | - Niloc Amaterdam - IL Vestar - Admira Landhaus - Gornik Sośnica Gliwice - CSU Timișoara - Spartak Kyiv: Titelhouder - TJ Plastika Nitra |

## Eerste ronde
| Team 1            | Team 2                 | 1       | 2       |
| ----------------- | ---------------------- | ------- | ------- |
| SC Union 03       | Radnički Beograd       | 10 – 15 | 08 – 22 |
| Niloc Amaterdam   | Maccabi A. Ramat-Gan   | 28 – 05 | 24 – 06 |
| Lokomotiv Plovdiv | TJ Plastika Nitra      | 10 – 08 | 09 – 17 |
| Admira Landhaus   | IL Vestar              | 13 – 09 | 08 – 16 |
| SC Leipzig        | Ferencvárosi TC        | 11 – 07 | 09 – 08 |
| Frederiksberg IF  | Gornik Sośnica Gliwice | 13 – 10 | 21 – 13 |

- CSU Timișoara en Spartak Kyiv gingen via een bye door naar de volgende ronde.

## Kwartfinale
| Team 1            | Team 2           | 1       | 2       |
| ----------------- | ---------------- | ------- | ------- |
| Radnički Beograd  | Spartak Kyiv     | 12 – 13 | 08 – 11 |
| TJ Plastika Nitra | Niloc Amaterdam  | 10 – 08 | 04 – 11 |
| SC Leipzig        | IL Vestar        | 16 – 08 | 10 – 12 |
| CSU Timișoara     | Frederiksberg IF | 13 – 10 | 11 – 08 |

## Halve finale
| Team 1        | Team 2          | 1       | 2       |
| ------------- | --------------- | ------- | ------- |
| Spartak Kyiv  | Niloc Amaterdam | 25 – 12 | 15 – 05 |
| CSU Timișoara | SC Leipzig      | 09 – 09 | 07 – 07 |

## Finale
| 2 april 1973 | Spartak Kyiv | 17–8 | CSU Timișoara | Bratislava, Tsjecho-Slowakije |
| 2 april 1973 |              |      |               | Bratislava, Tsjecho-Slowakije |
| 2 april 1973 |              |      |               | Bratislava, Tsjecho-Slowakije |

|              |
|              |
| Spartak Kyiv |
| 4de titel    |